# Donkey Kong Country: Tropical Freeze
Donkey Kong Country: Tropical Freeze (ドンキーコング トロピカルフリーズ, Donkī Kongu Toropikaru Furīzu) est un jeu vidéo de plates-formes en 2,5D développé par Retro Studios, Monster Games et Nintendo SPD et édité par Nintendo sur Wii U. Il a été annoncé lors de l'E3 2013 et est sorti le 13 février 2014 au Japon et le 21 février 2014 en Europe et en Amérique du Nord. Le jeu est réédité sur Nintendo Switch en mai 2018.

## Synopsis
L'île de Donkey Kong a été envahie par des vikings du nord appelés les Frigoths (Snowmads dans la version anglaise) mené par leur chef Sire Frighorrifik (Sire Fredrik au Québec) et ceux-ci la pillent et terrorisent les habitants. Donkey Kong et Diddy Kong et toute leur famille s'en vont pour la libérer

## Système de jeu
Ce jeu reprend le système de jeu de son prédécesseur, soit Donkey Kong Country Returns, également développé par Retro Studios, dans lequel Donkey Kong doit parcourir des niveaux à défilement horizontal. Diddy Kong, Dixie Kong et Cranky Kong accompagnent Donkey Kong,.
Le jeu marque également le retour des niveaux aquatiques, absents de Donkey Kong Country Returns, et propose par moments des sections avec une perspective en 3D. Le jeu est jouable en solo mais également un mode coopératif.

## Développement
Le jeu a été annoncé lors d'un Nintendo Direct diffusé lors de l'E3 2013 le 11 juin 2013. Le jeu est développé par Retro Studios ; Kensuke Tanabe, qui avait travaillé sur Super Mario Bros. 2, est le producteur et David Wise, compositeur de Donkey Kong Country et Diddy Kong Racing, est responsable de la musique du jeu.
Initialement prévue pour novembre 2013, Nintendo annonce le 1er octobre 2013 le report de la sortie du jeu. Le jeu est finalement commercialisé le 13 février 2014 au Japon, le 21 février en Europe et en Amérique du Nord et le 22 février en Australie.

## Accueil
En avril 2016, Donkey Kong Country: Tropical Freeze est réédité dans la gamme Nintendo Selects réunissant plusieurs des grands succès de chacune des consoles Wii U et Nintendo 3DS et vendus à un prix réduit.

### Ventes
Le jeu est classé 1er des ventes de jeux vidéo en France lors de sa première semaine de commercialisation.
Au 30 septembre 2018, Nintendo annonce que Donkey Kong Country: Tropical Freeze a été écoulé à 1,67 million de ventes sur Nintendo Switch.